# Eutassa
Eutassa är ett släkte av skalbaggar. Eutassa ingår i familjen vivlar.
Kladogram enligt Catalogue of Life:
| Eutassa | \| \| Eutassa comata \| \| \| \| \| \| Eutassa fuscicollis \| \| \| \| |
|         | \| \| Eutassa comata \| \| \| \| \| \| Eutassa fuscicollis \| \| \| \| |
|         | Eutassa comata                                                         |
|         |                                                                        |
|         | Eutassa fuscicollis                                                    |
|         |                                                                        |